# Річія двоборозенчаста
Річія двоборозенчаста (Riccia bifurca) — вид печіночників родини річієвих (Ricciaceae).

## Поширення
Зареєстрований у Європі, Азії, Австралії, Північній Америці.